# スタンド (自転車)

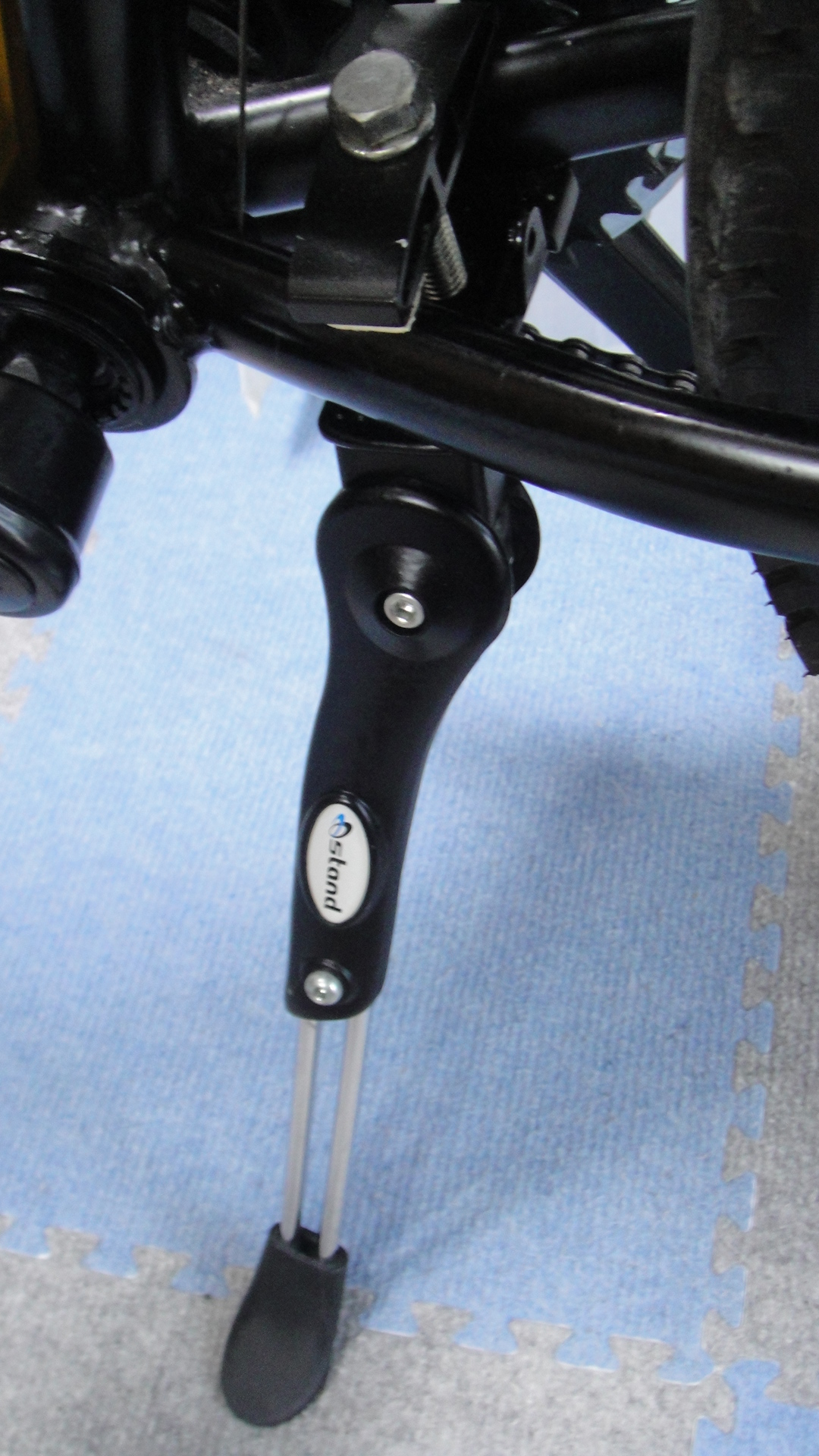
片足センタースタンド

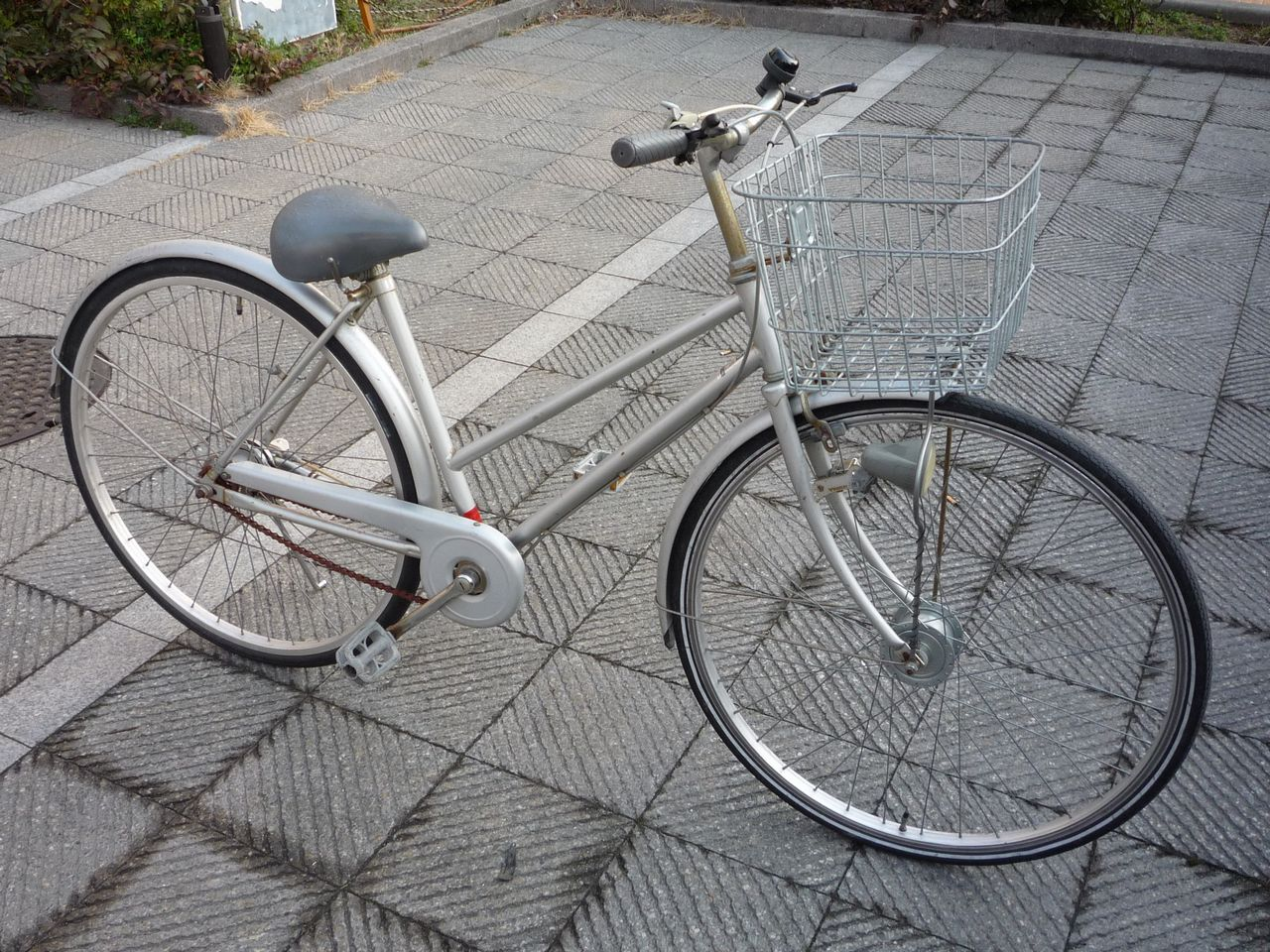
片足スタンド

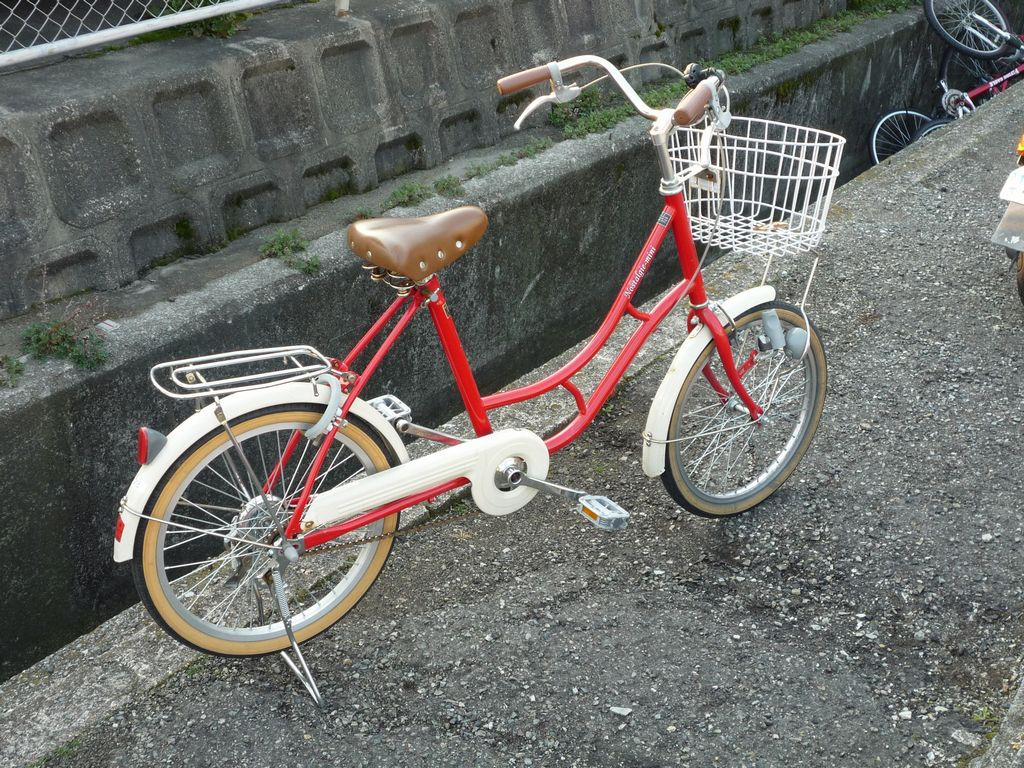
両足スタンド

スタンド(Stand)は、二輪で自立できない自転車を立てたまま保持するための部品。
車両取付型と独立型がある。車両取付型は、自転車に設置し、足で蹴って使用するため「キックスタンド」と呼ばれ、外出先などスタンドが用意されていない場所での駐車（駐輪）時に用いる。独立型は、駐輪場などに固定設置され複数台を収納するものや、自転車を高く掲げて上下に収納できるものなど、収納時に利用するタイプのほか、軽量小型で持ち運び可能な外出時にも利用できるタイプもある。

## 車両取付型
一般に「キックスタンド」とよばれる。自転車に取り付けて、足で蹴り上げて解除、足で蹴り戻して設置する。車体片側面（通常は左側）につく片足スタンドと、両側面から支える両足スタンドに二分される。また取付位置によっても後輪につくリアスタンドと、車体中央付近につくセンタースタンドに大別され、おおよそ4形式に分類される。この他に少数だが前輪側につくものもある。
日本ではリアスタンドがほとんどだが、ヨーロッパではセンタースタンドが一般的である。センタースタンドの方がコンパクトで車体安定性もよいが、位置的にクランクと蹴り足が干渉するためノールックで駐車・発進とはいかない。リアスタンドは周りに邪魔物がなく、特にトップチューブが高い自転車では足を跳ね上げる乗降時の動線上にスタンドがあるため、ほぼ一挙動で駐車･発進の動作が可能で操作性で優る。

### 片足スタンド
装着場所は、1.後輪車軸、2.チェーン駆動部の反対側のチェーンステイ上、3.「センタースタンド」とよばれるチェーンステイ前方のチェーンステイブリッジ（ボトムブラケットシェル後部）などがある。1.は後輪ごとハブナットで固定され、部品点数が少なくシティサイクル等の低価格車はもっぱらこれである。2.はクイックリリースへの影響を避けたいスポーツ自転車に用いられ、同様の理由で日本でも3.の普及が広がっている。2.ではチェーンステイ後部とサドルステイ下部の三角形部分に2箇所で固定する2点止めとチェーンステイのみに固定する1点止めがあり、2点止めは場所が限られる（フレーム形状の差異に合わせられるアジャスト付き製品もある）が安定した設置ができ、1点止めは場所を選ばずにチェーンステイ上のどこにでも（前方にも）設置ができる。
両足スタンドに比べ軽量かつ廉価、外観上もシンプルで見た目も軽い。反面、両足型よりも安定性に欠け、重い荷物を乗せているときや、斜面に駐車したときに不安定になる。2010年代以後の近年ではホイールや車体サイズの多様化に応じて、高さを調整可能な製品も多く見かけられる。

片足スタンド
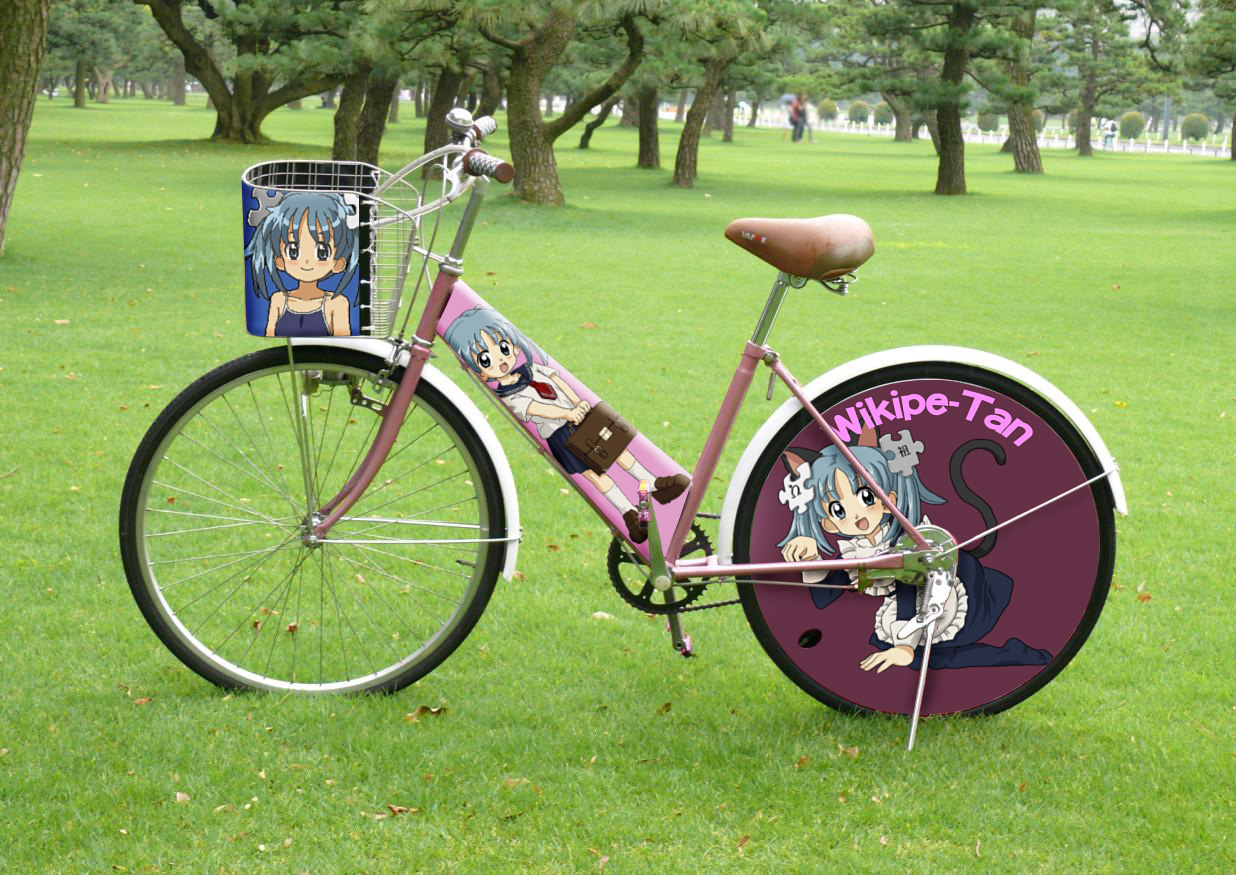
後輪車軸取付（1）（日本）
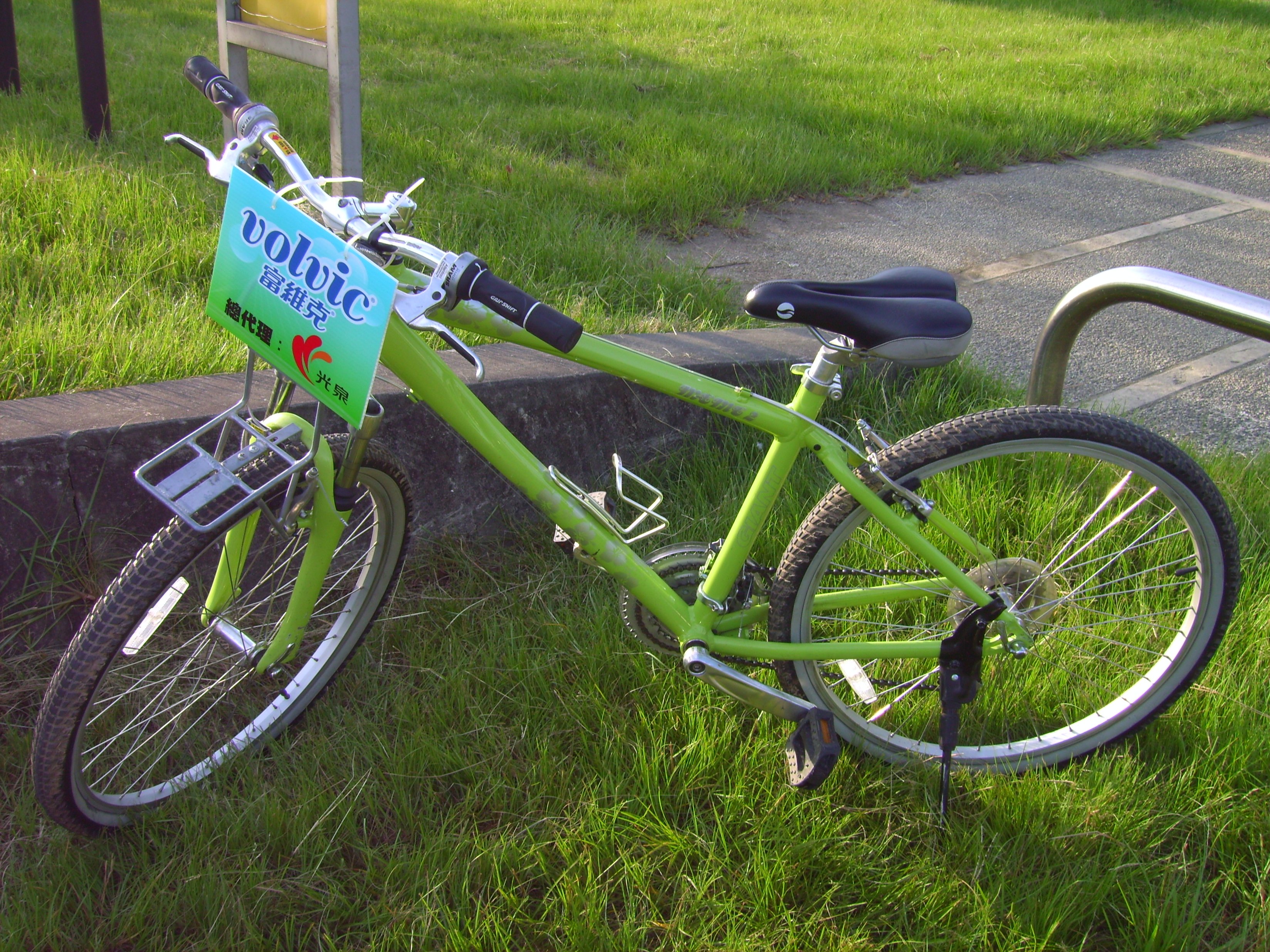
台湾の自転車の片足スタンド（2）2点止め
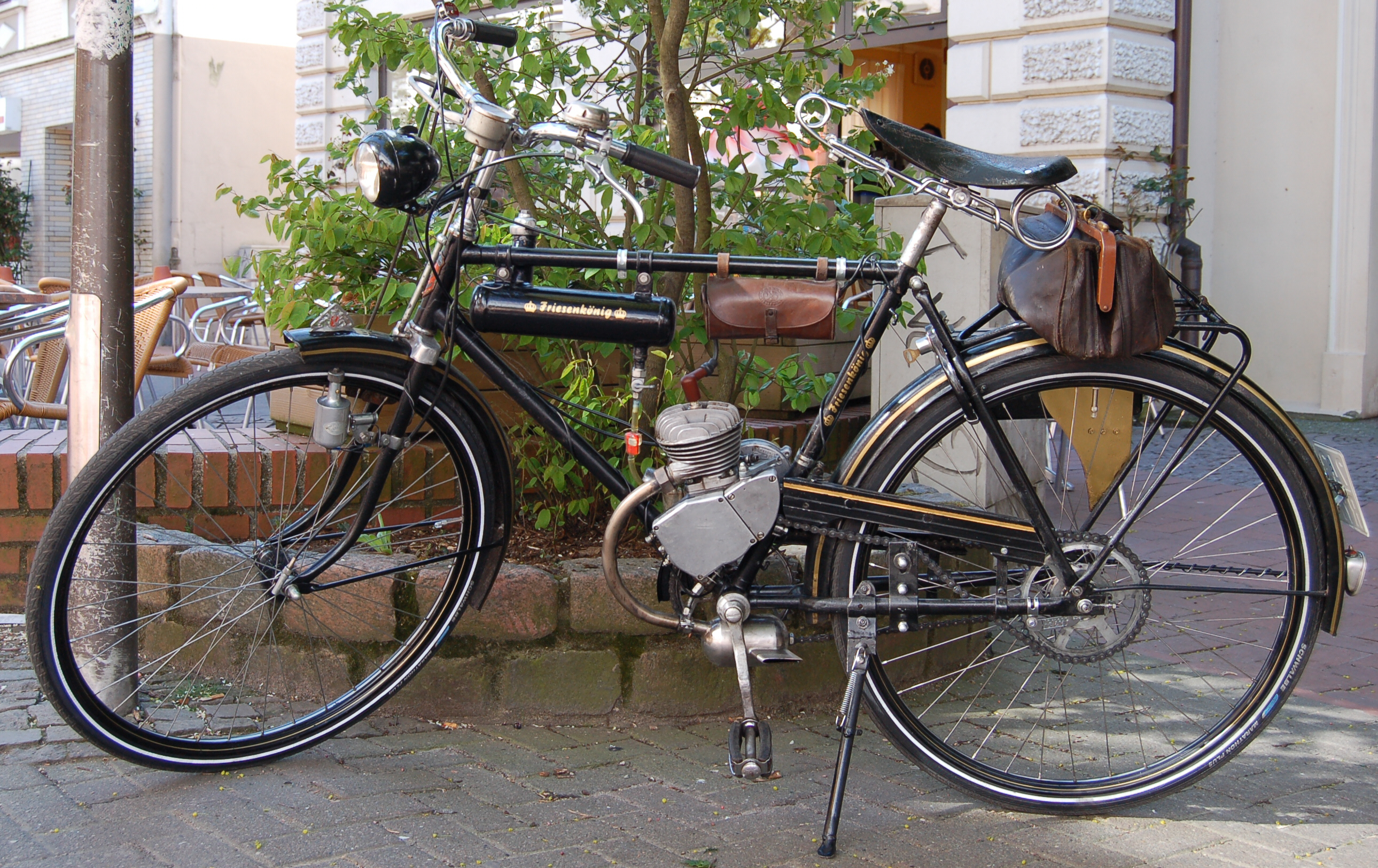
チェーンステイ中間部に取付られた（2）片足スタンド（ドイツの1945年式原動機付自転車）
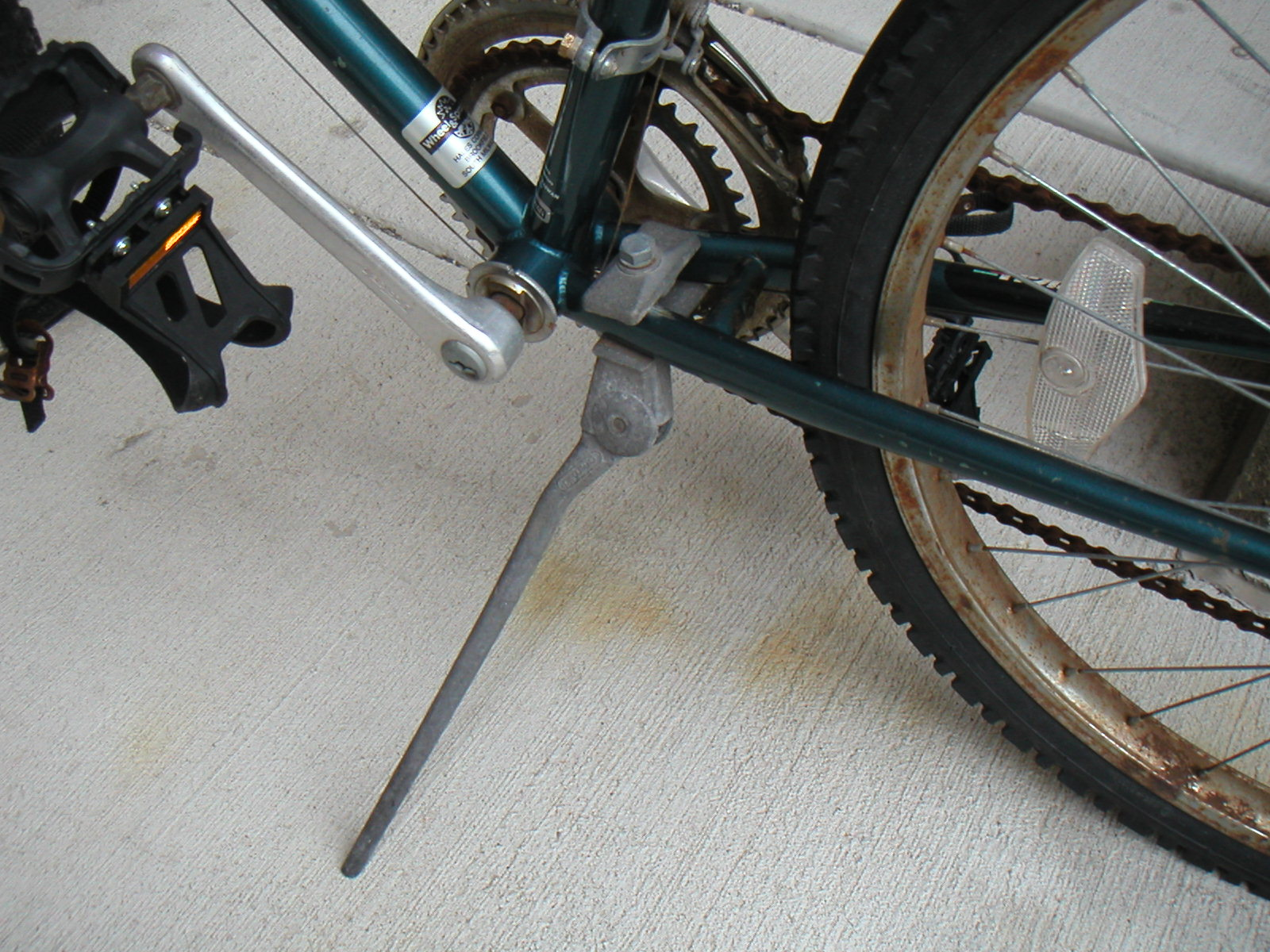
片足センタースタンド（3）
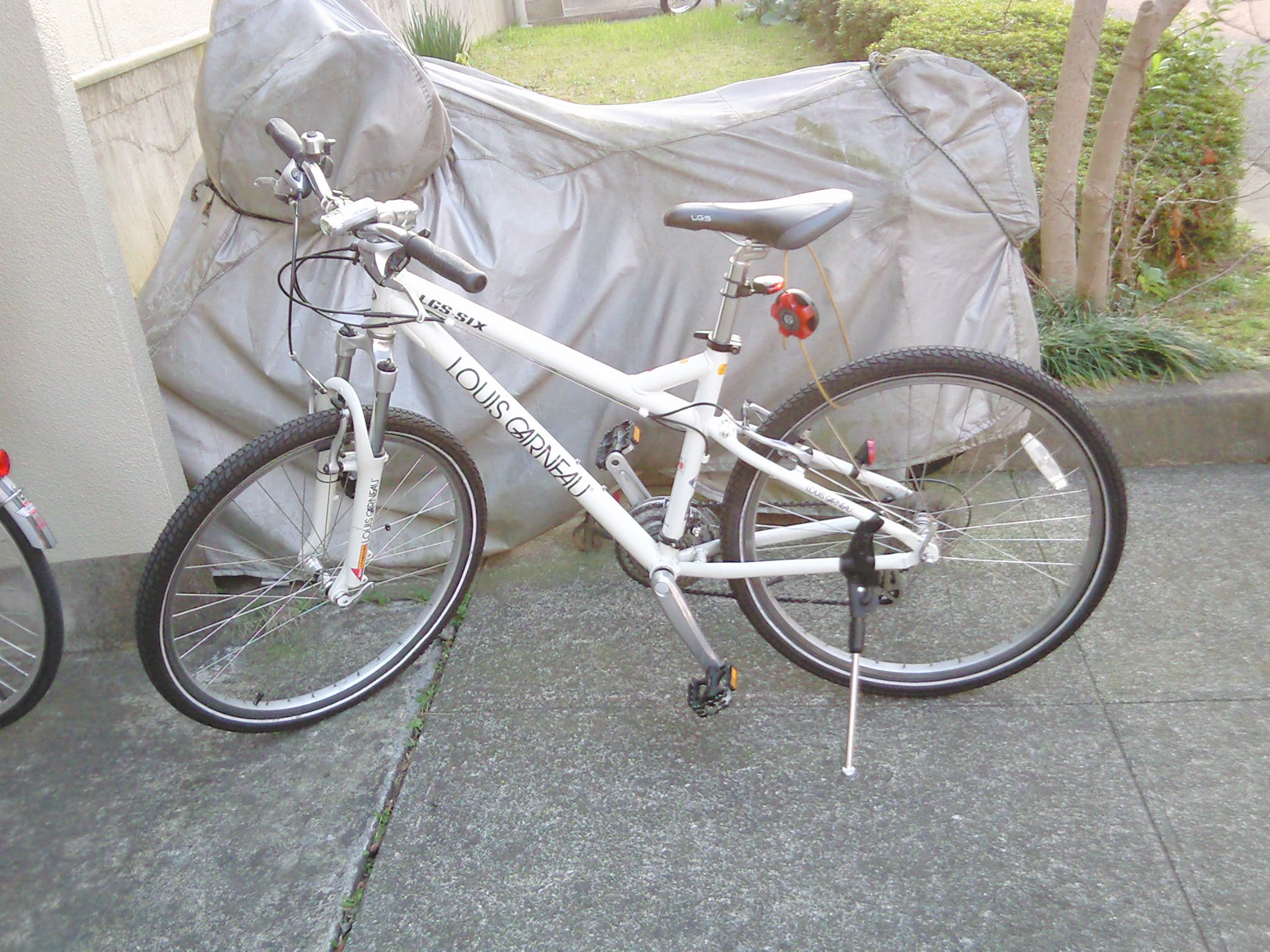
日本でスポーツ車に多く見られる取り付け方
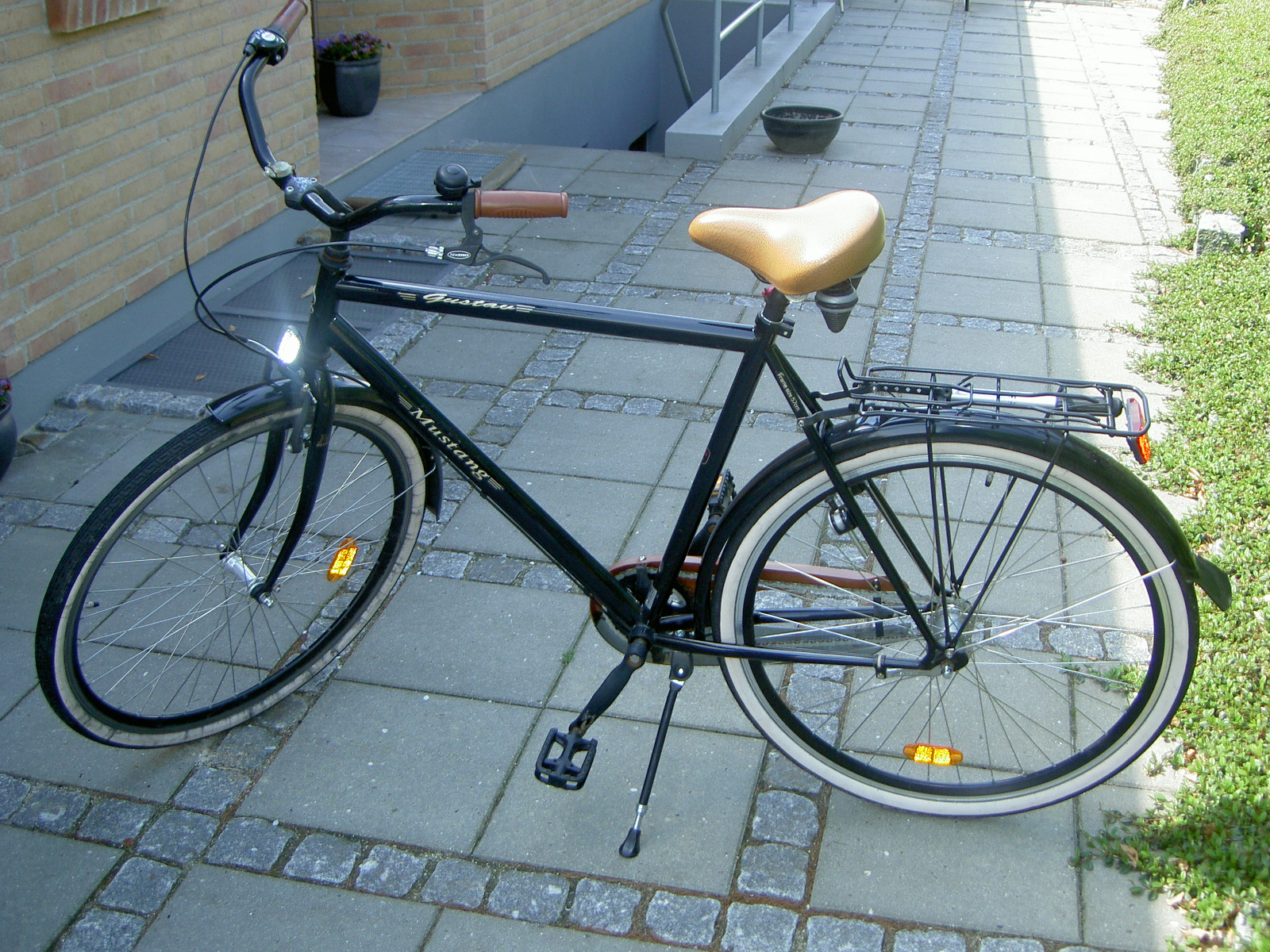
デンマークの片足センタースタンド（3）
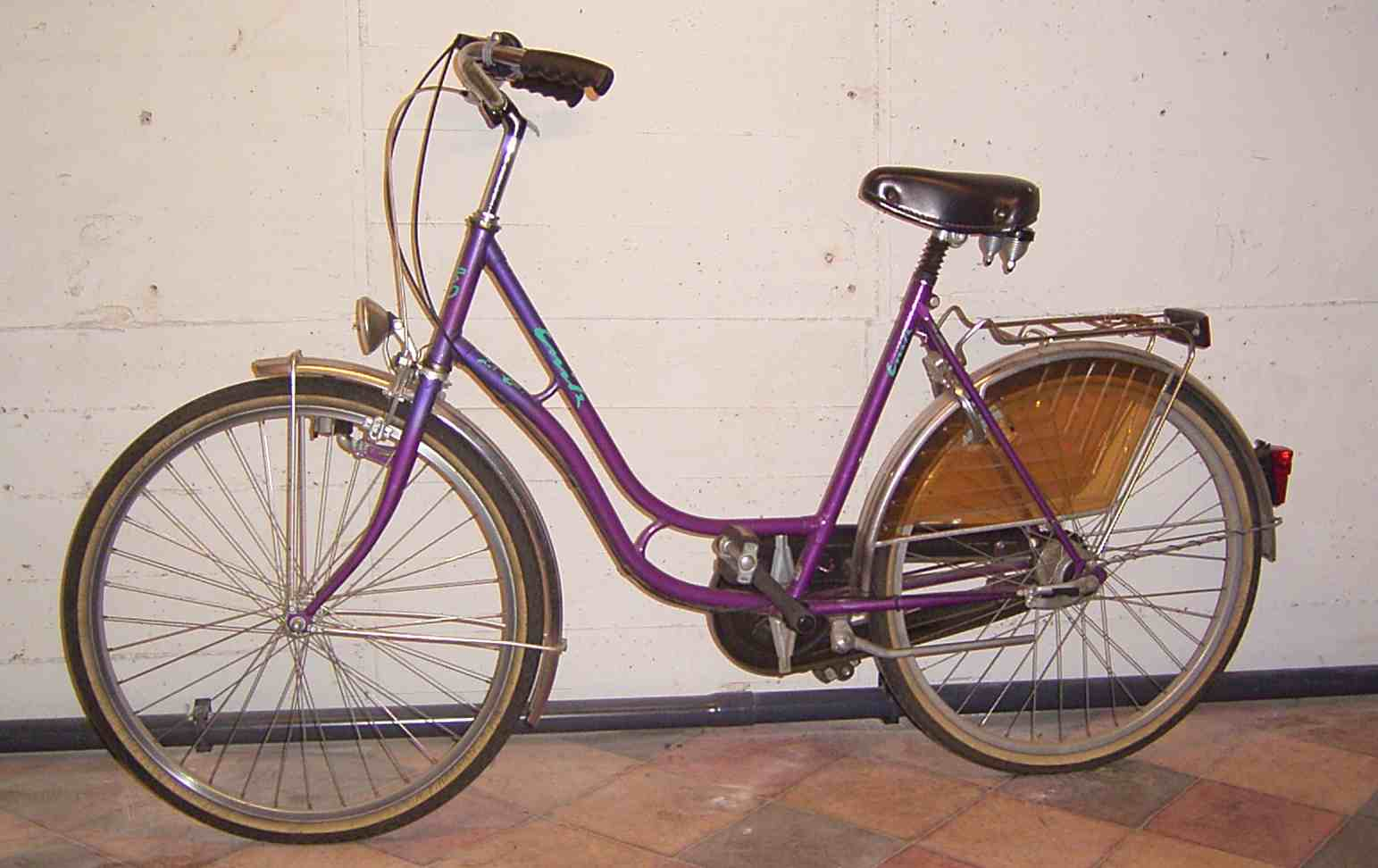
片足センタースタンドを上げた状態
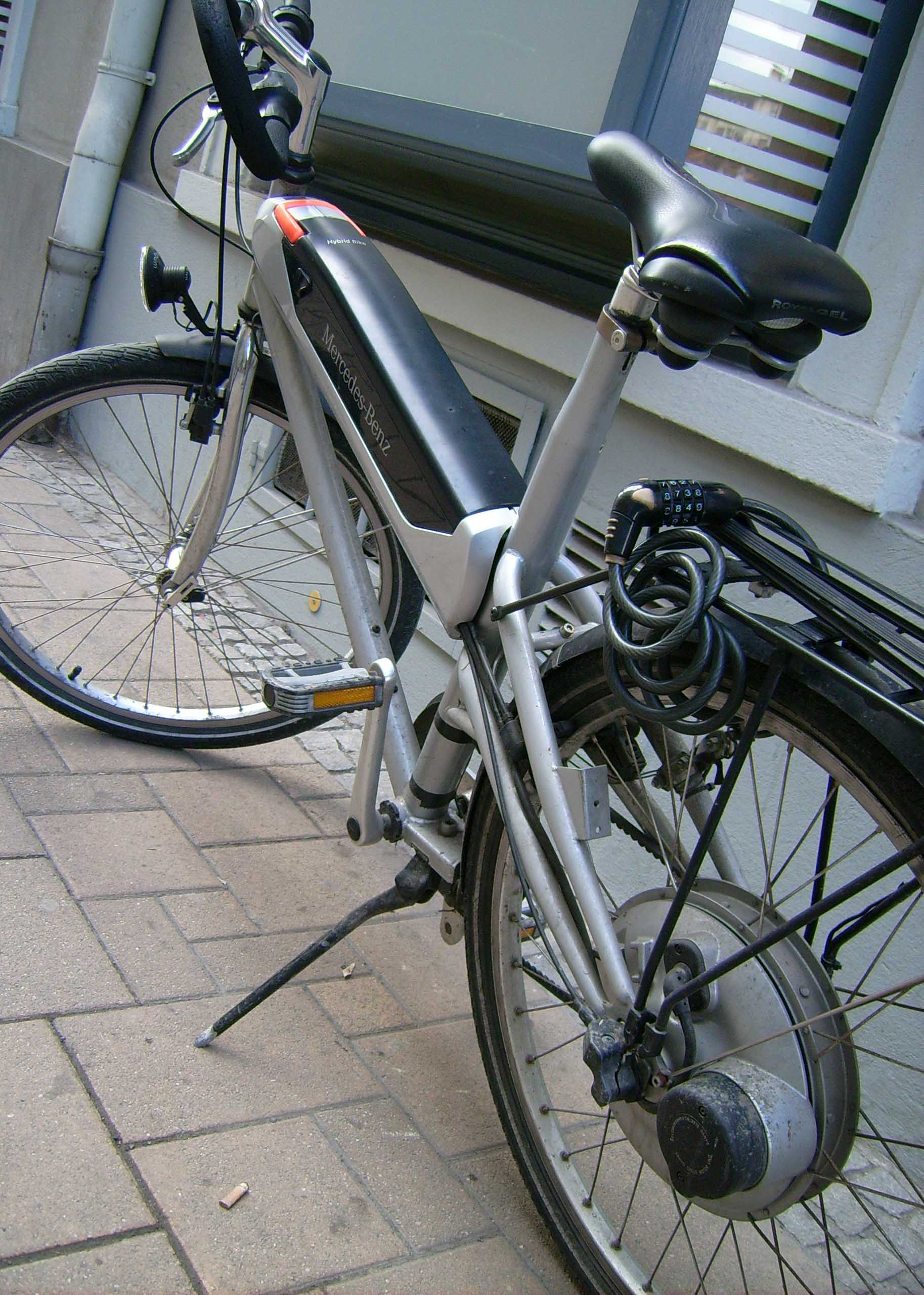
オーストリアのメルセデスベンツ・ハイブリッド自転車の片足センタースタンド（3）
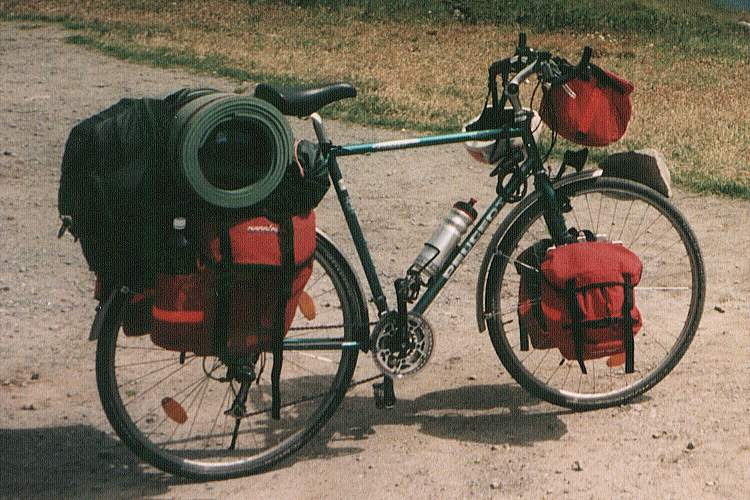
キャンピング車後輪車軸より（ドイツ）
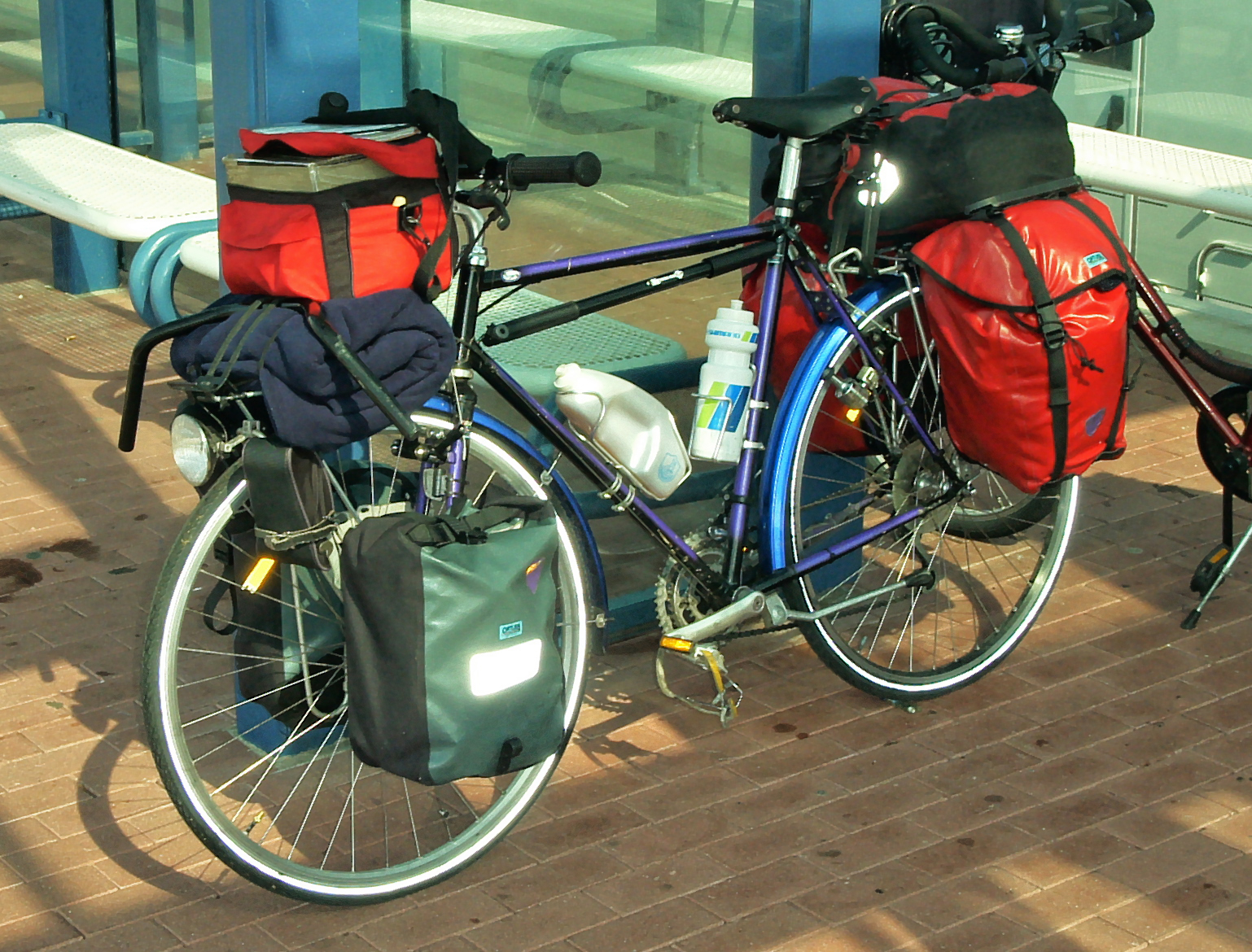
キャンピング車チェーンステイ中間部（ドイツ）

### 両足スタンド
荷物や子供など重量物を輸送する自転車に使われる。設置場所は、4.後輪軸を左右から挟む形で取り付けるリアスタンドタイプ。5.センタースタンドタイプ。他に6.前輪全体を支える大きなスタンドタイプもある。4.の発明者は自転車屋を営んでいた服部亀吉で、日本では後部に荷物を載せる型が多く、そのニーズに応えたものである。車輪の頻繁な交換を想定したスポーツ用自転車に採用されることはないため、取付形式はハブナット一択である。ヨーロッパでは運転者よりも前に荷物を積載するために5.や6.が使われてきた。両足スタンドを立てると4の場合、後輪は地面から離れて転がらず安定性する。しかし前輪は首を振ってしまうため、通常は前輪を左右のいずれかに振って固定することによって安定を確保する。通常両側あわせて2本のバネが付いているため動きは固い。蹴る力の弱い人（子供など）が乗る際には適さない場合がある。また、ロックがかかっていない状態では少しの衝撃でスタンドが解除されてしまい、横転しやすい。5の場合は、両輪ともに接地している場合や、前輪または後輪があがる場合がある。6は両輪ともに接地している。
後輪を持ち上げる形の両足スタンドはサドルに乗車したままペダルを回すことで空転させられるが、そのような状態で乗車することは想定されていない。

両足スタンド
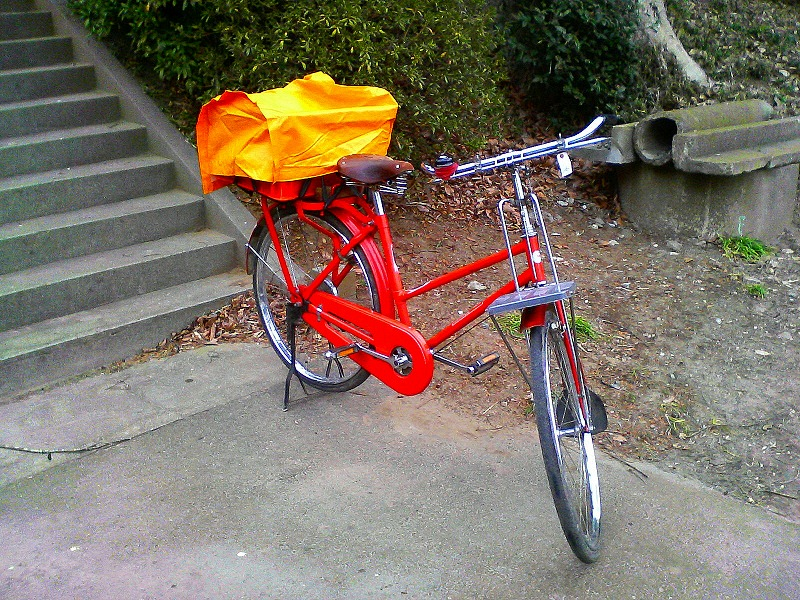
両足スタンド（4）日本の郵便配達車
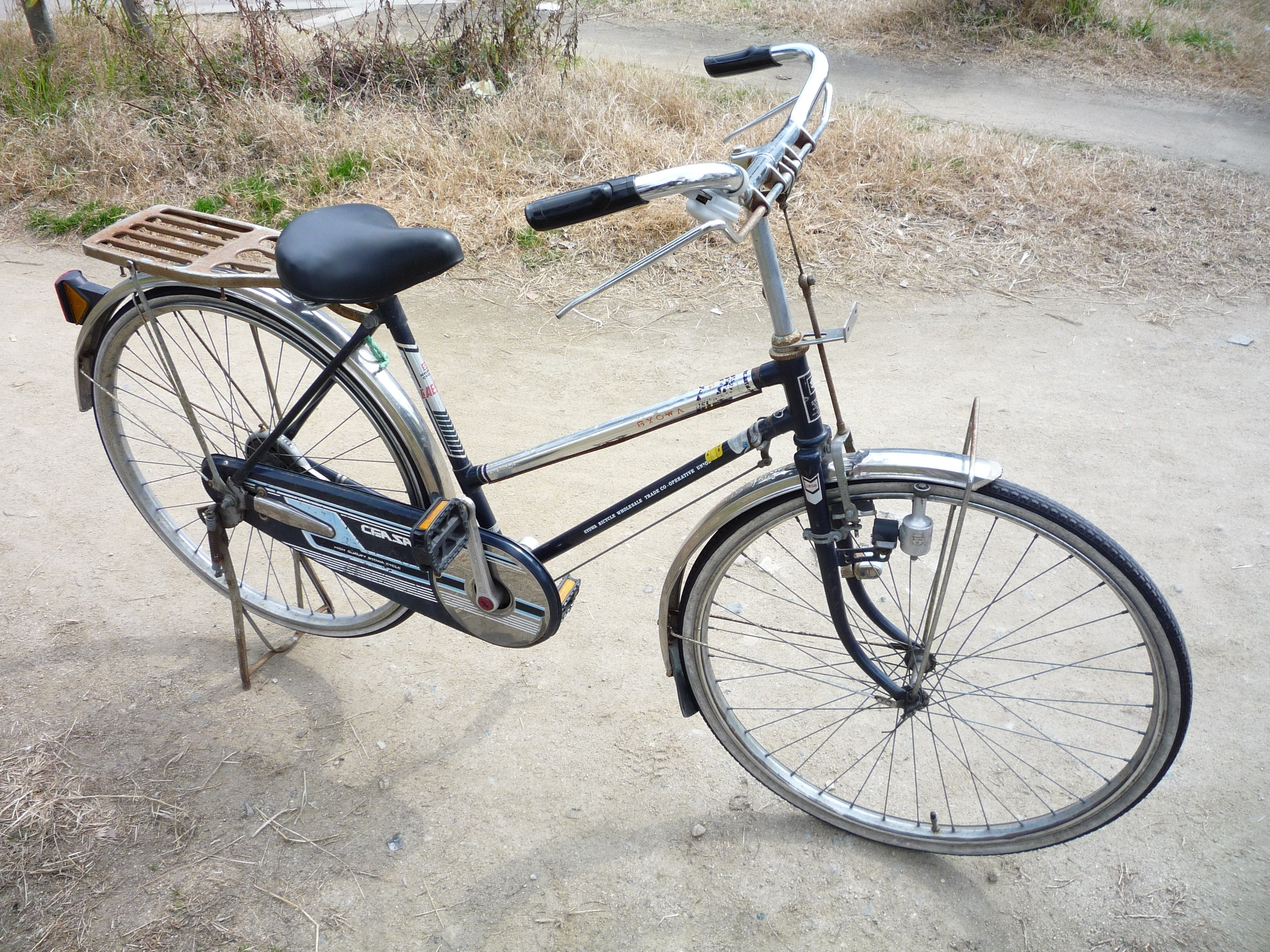
両足スタンド（4）右側（日本の1970年代軽快車）
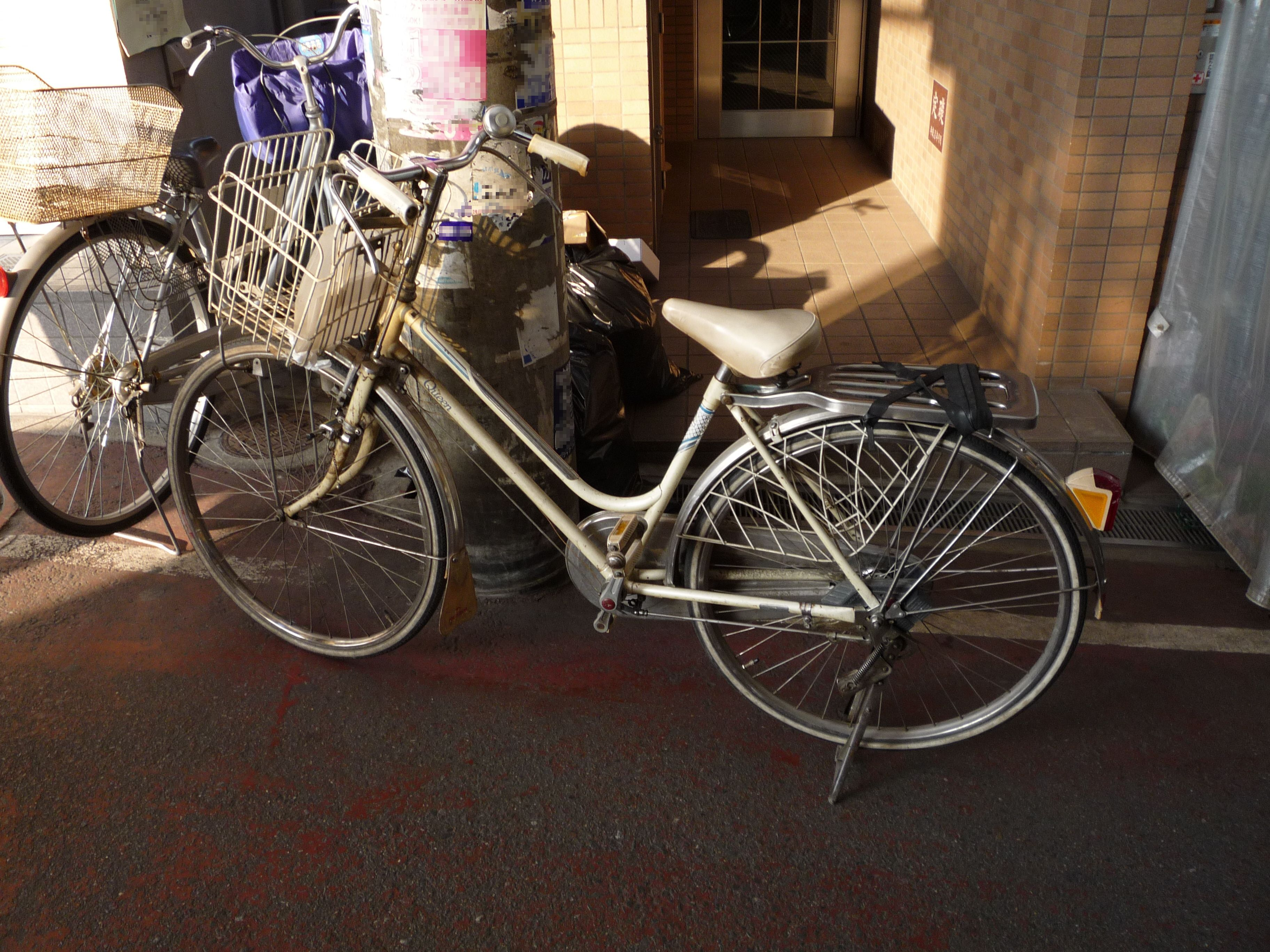
両足スタンド（4）左側（日本の1980年代前期軽快車）
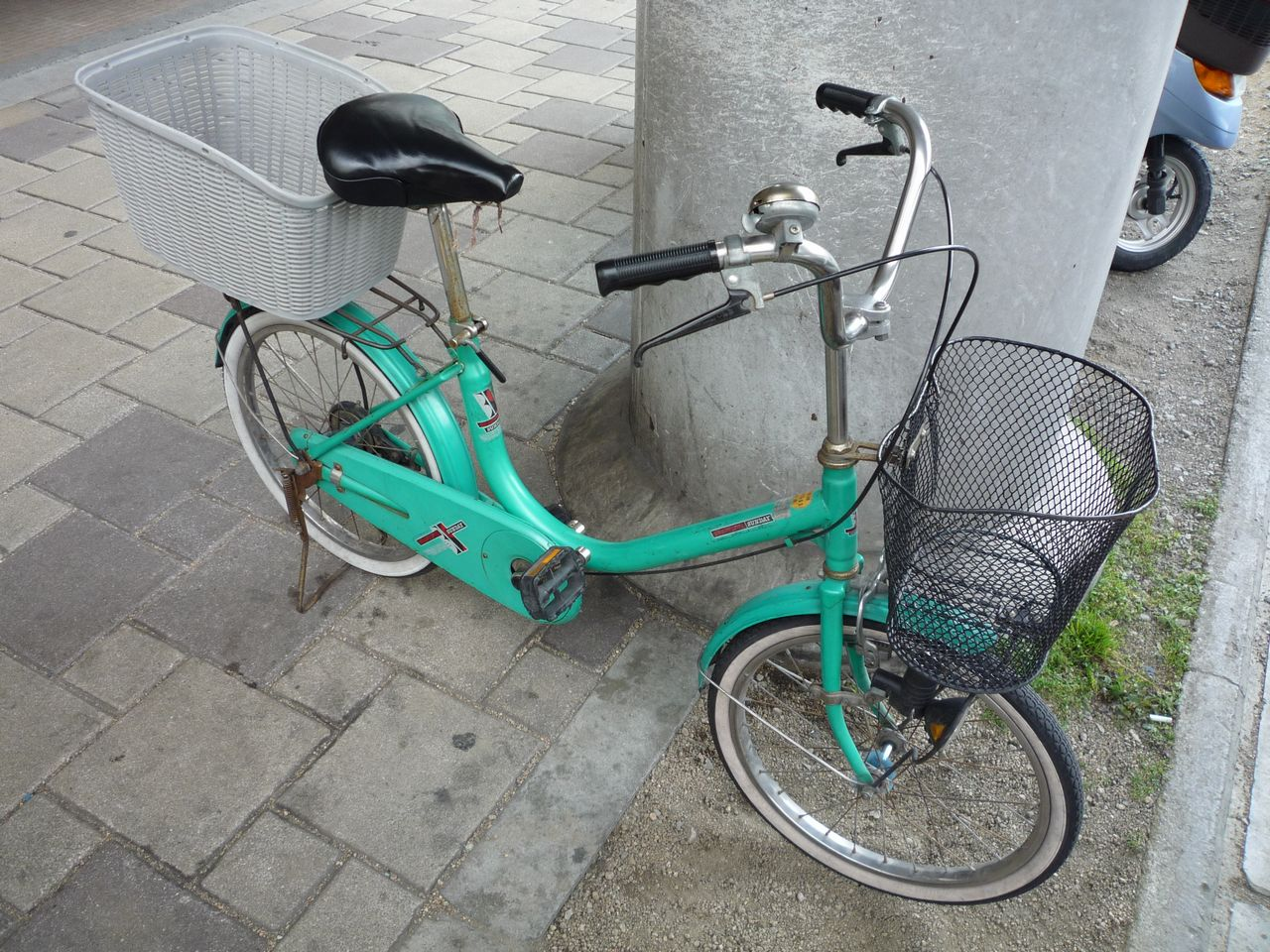
両足スタンド（4）
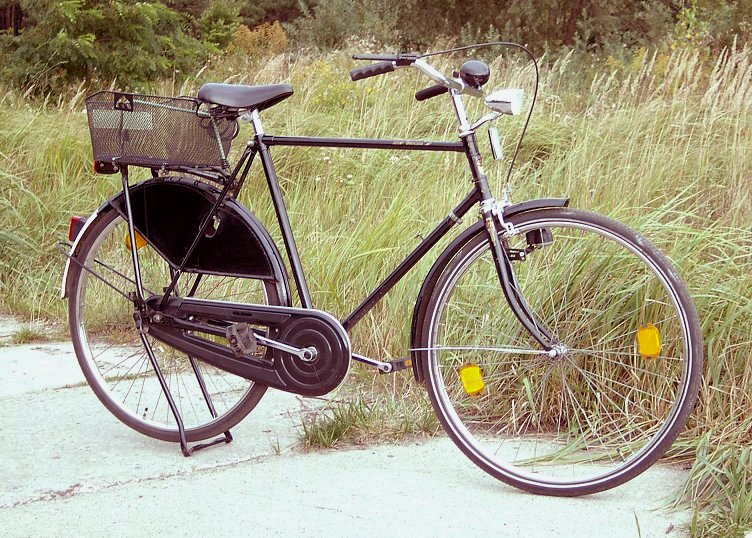
オランダの後輪車軸取付型両足スタンド（4）
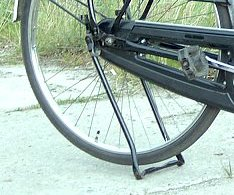
オランダの後輪車軸取付型両足スタンド（4）拡大
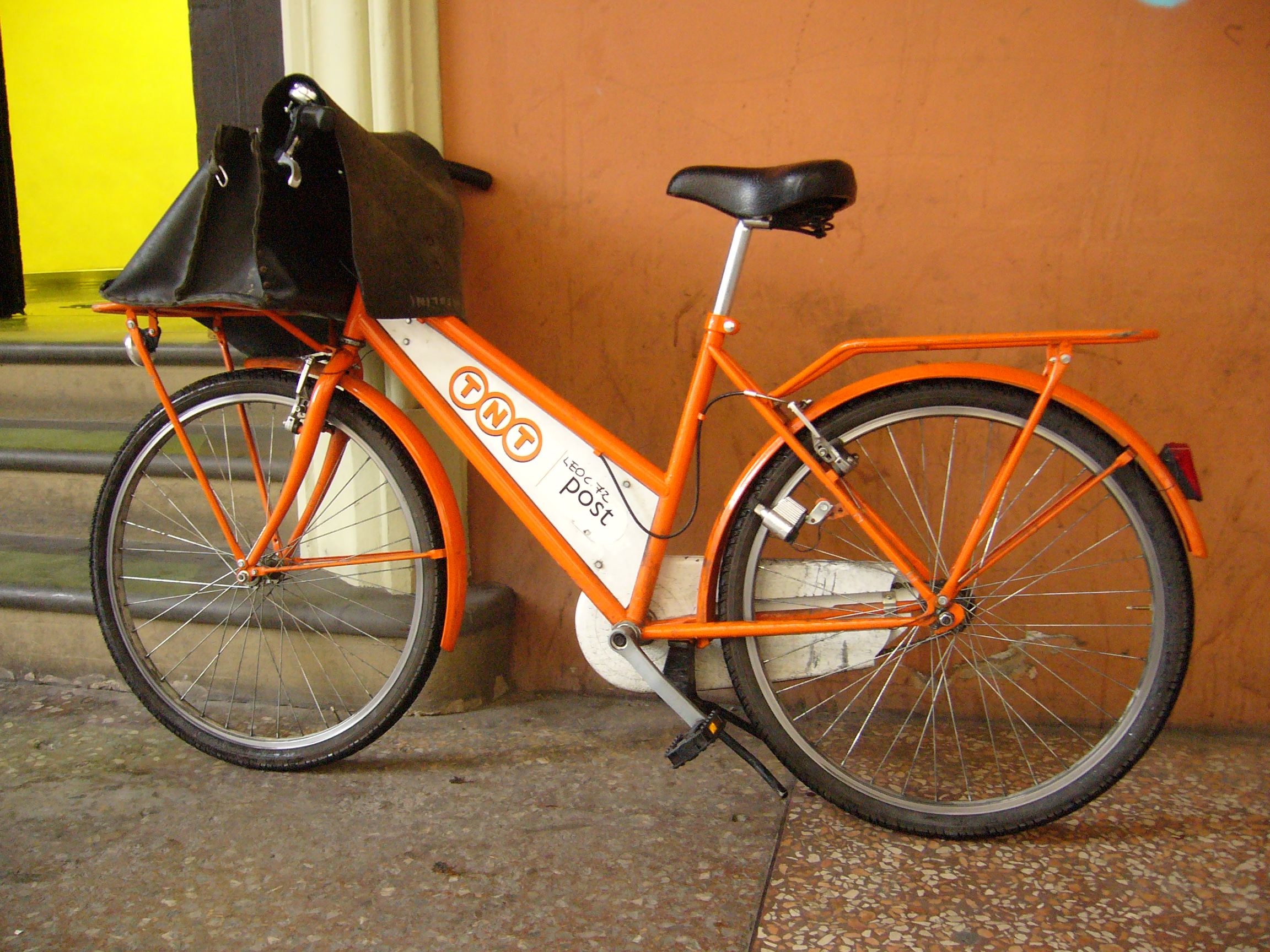
TNTエクスプレスの郵便事業「TNT Post」の郵便配達車の（5）
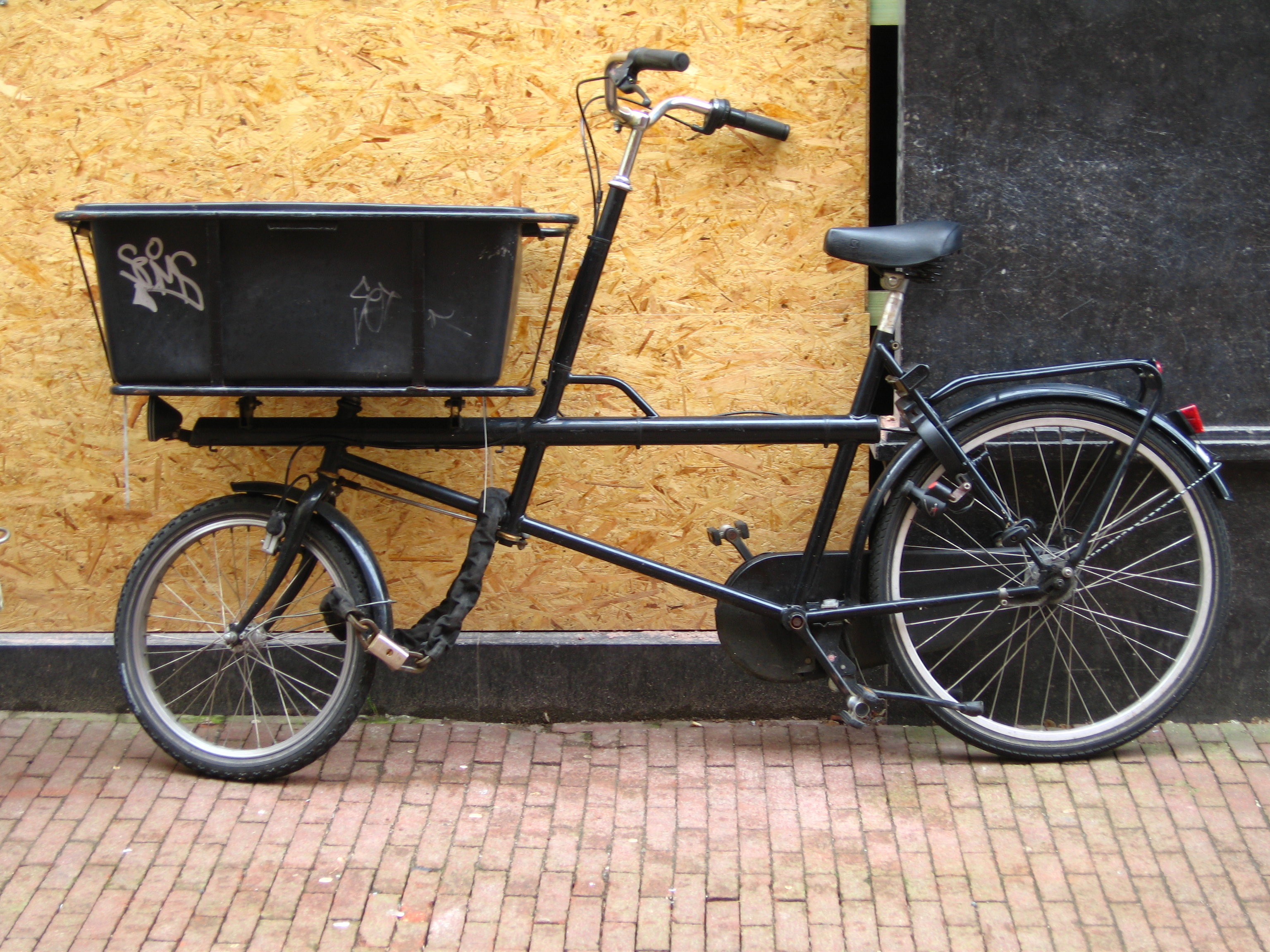
アムステルダムでの荷物運搬用自転車の「両足センタースタンド」（5）
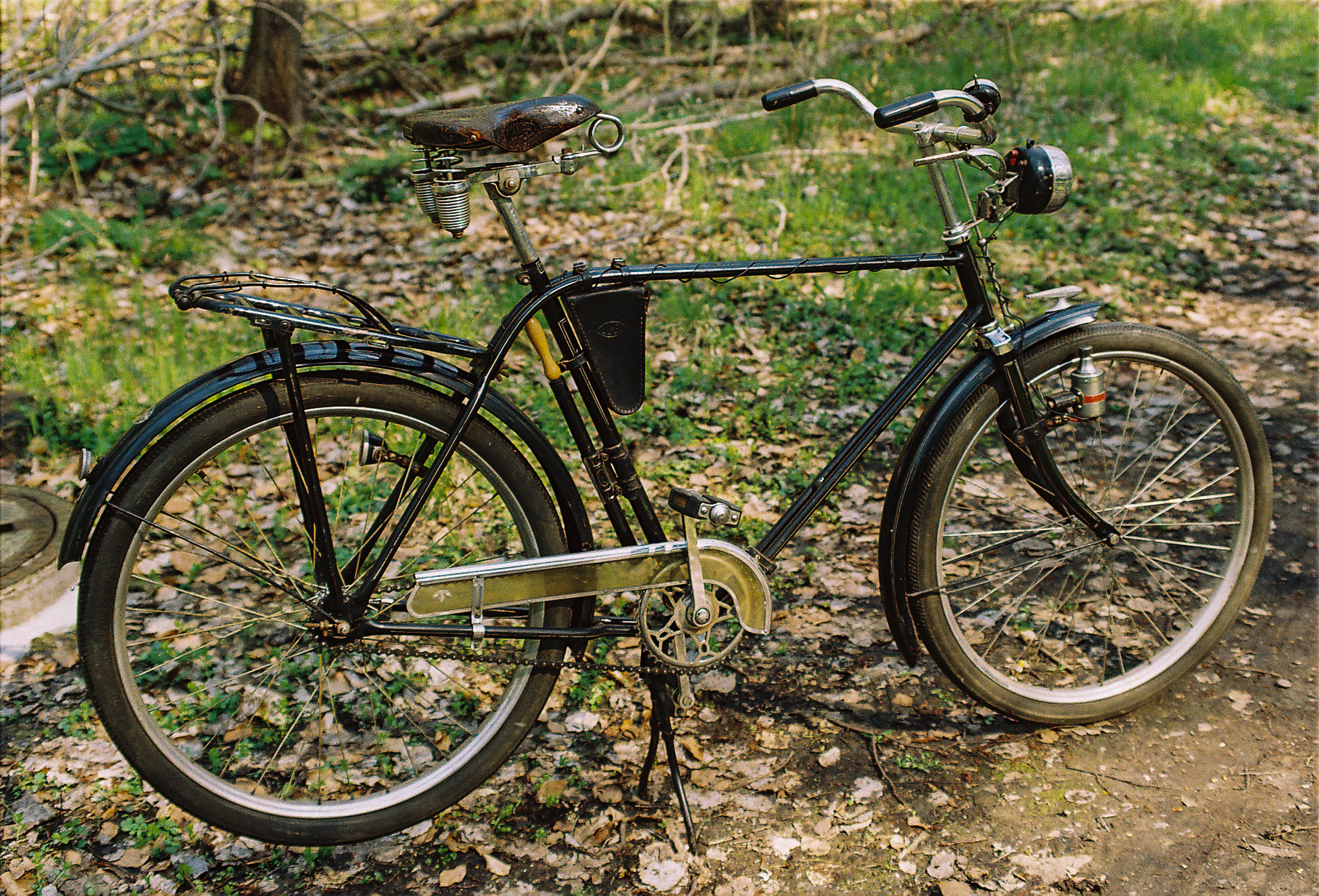
1935年型オペル自転車の「両足センタースタンド」（5）
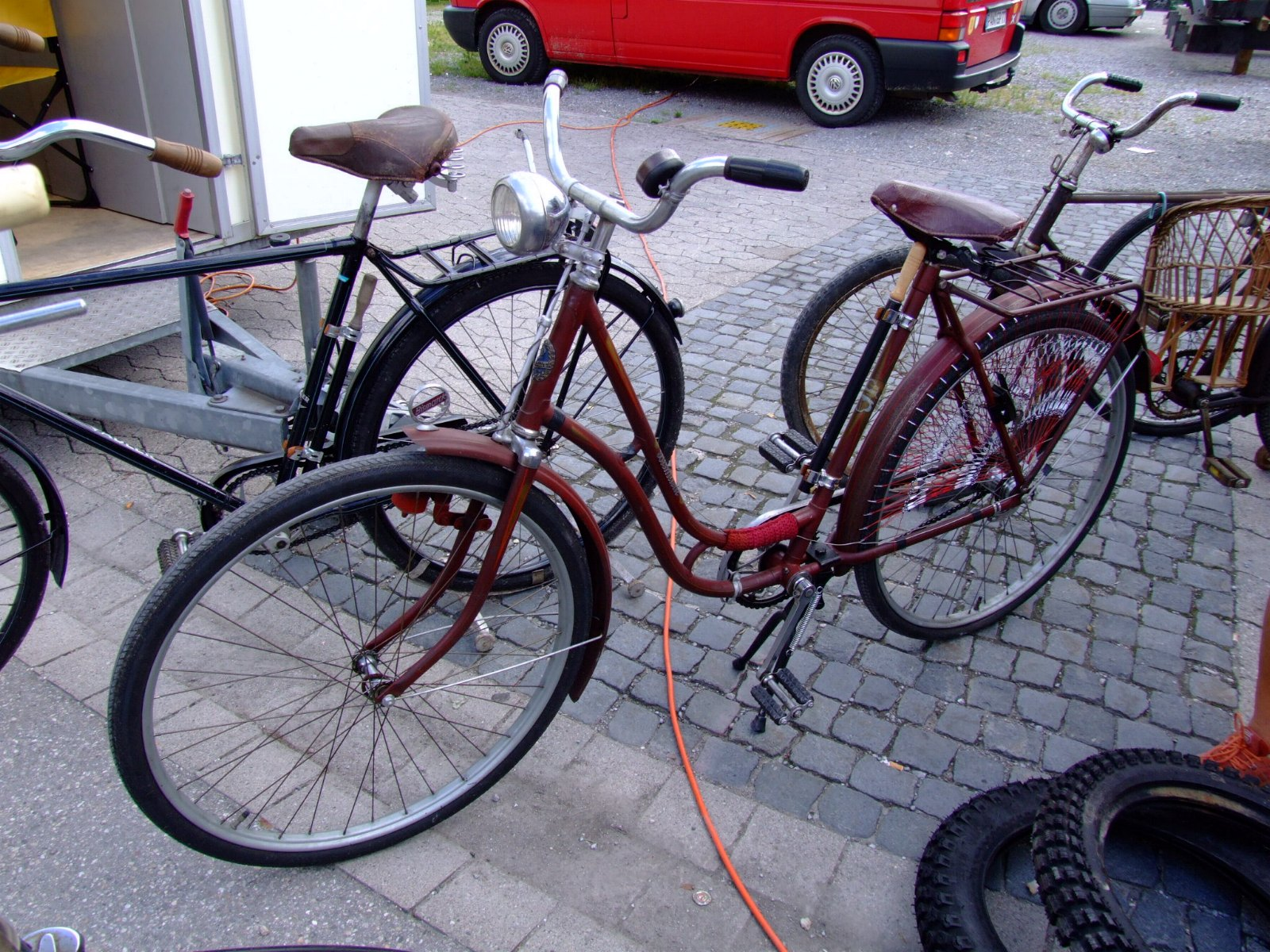
両足スタンド（5）前輪後輪とも接地した状態で起立
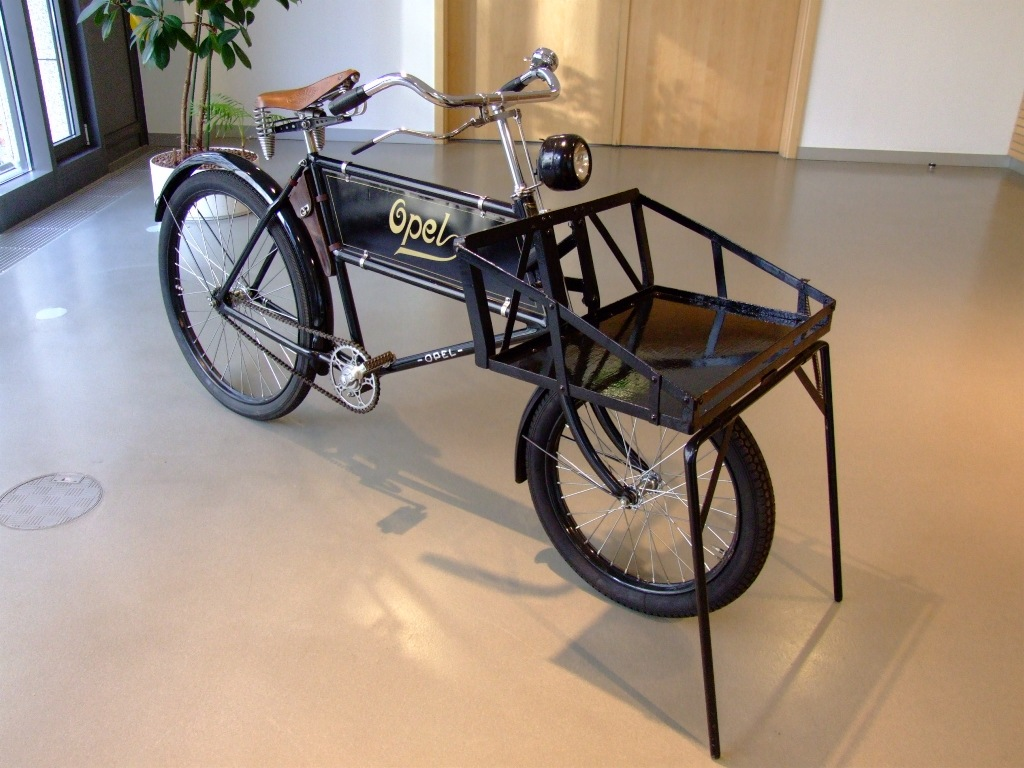
オペル荷物運搬用自転車の両足スタンド（6）
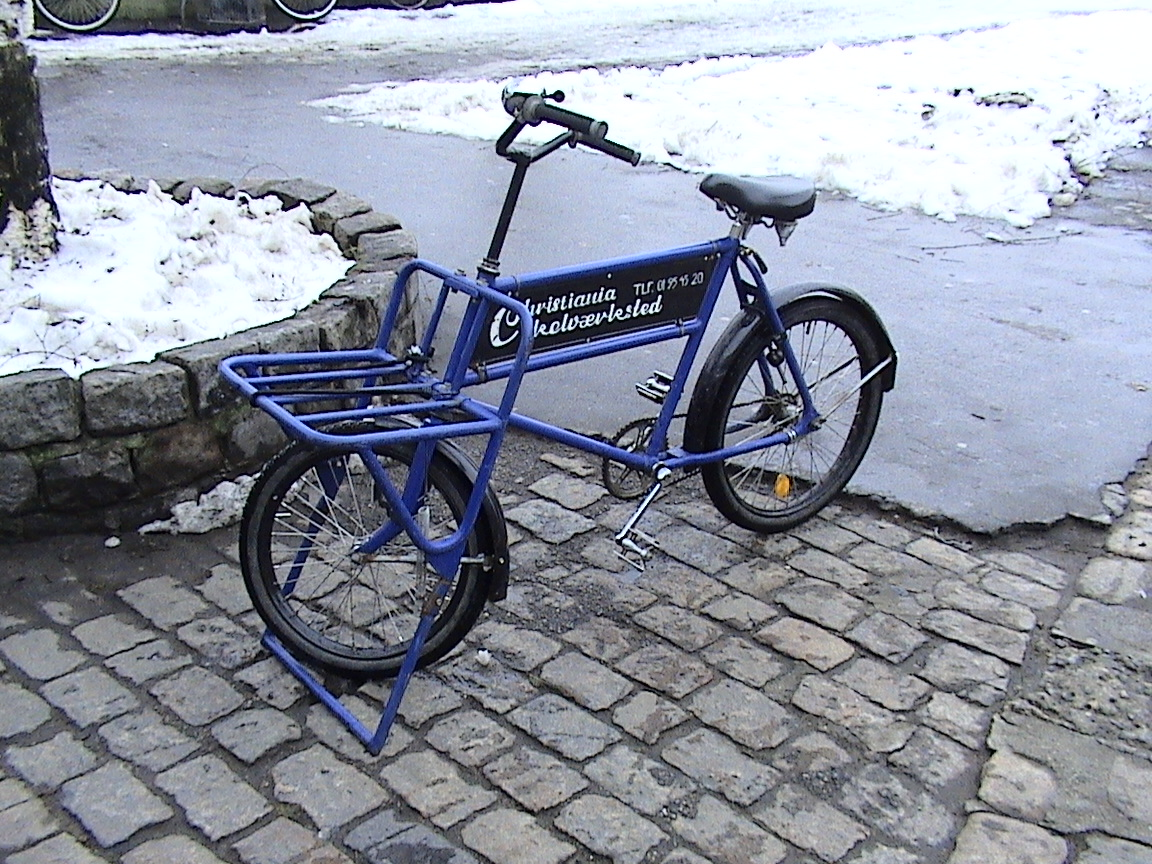
両足スタンド（6）
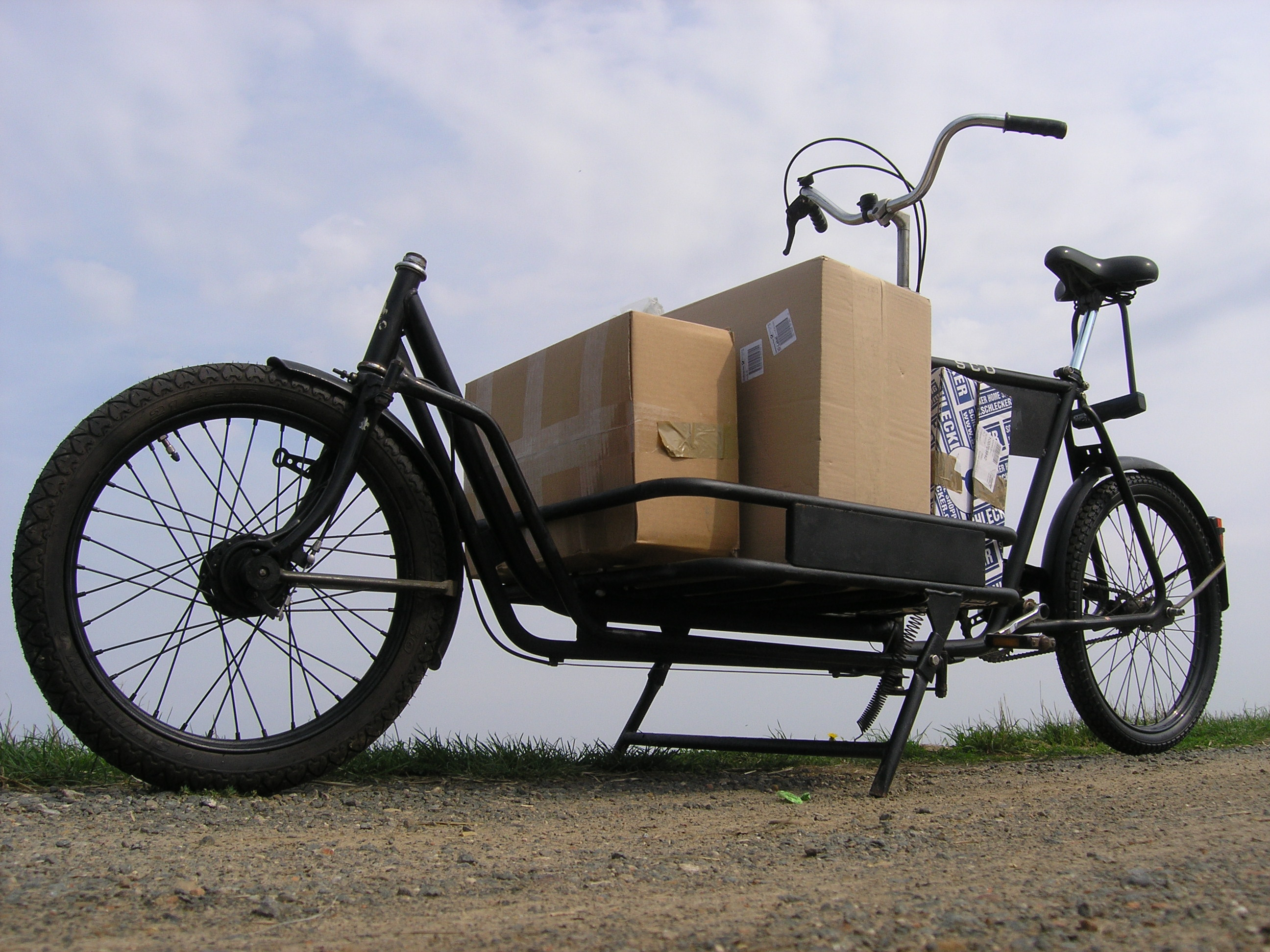
デンマークの荷物運搬用自転車の両足スタンド（6）

### 車両タイプ別
軽快車・実用車：軽快車・実用車では頻繁な駐車が想定されているため、日本での販売では一般的なモデルでは必ずスタンドを装着したモデルとして販売されている。スタンドには片足型と両足型の二種類が使われる。後から違うタイプに交換することは可能。ただし外装変速機が付いている車体には、後輪車軸取付型の両足型は取り付けできない。自転車店などでのメンテナンスで独立型のスタンドが用いられる場合もある。自転車競技に参加する場合はスタンドを外すことが求められる場合もある。
スポーツ車：スポーツ車の完成車には一般に標準ではスタンドは車両に装着されない。必要であれば別途購入する。スポーツサイクルの見た目・スタイルにこだわる人はスタンドを使用せず、壁や柱に立てかけて駐車する。競技車に近い物であれば装着できない車両もある。自転車競技に参加する場合はスタンドを外すことが求められる場合もある。
競技車：車両にはスタンドが装着されずに独立型のスタンドが用いられる。理由はスタンドは自転車の走行には必要ない部品であり、競技中邪魔になる上、重量増となるため。また、競技規定でスタンドの装着が禁止されてる場合もある。車両の構造上でスタンドが取り付けられない場合もある。

## 独立型

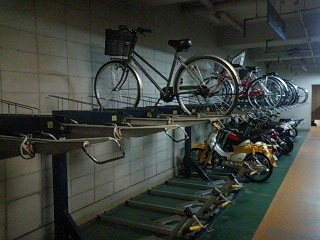
駐輪場用スタンド

駐輪場で使用される複数台を留められるスタンドや、整備時などに使われる単体用、あるいは収納目的のスタンドなどがある。小型の携帯型はキックスタンドの代わりに外出時にも使える。